# Esprit Nicolas de Labretonnière
Esprit Nicolas de Labretonnière est un homme politique français né le 6 mars 1770 à Crest (Dauphiné) et mort le 6 janvier 1851 à Crest (Drôme).

## Biographie
Esprit Nicolas de Labretonnière naît le 6 mars 1770 à Crest. Il est le fils de Pierre Esprit Labretonnière, marchand, et de son épouse, Jeanne Élisabeth Morier.
Propriétaire et éleveur, il est maire de Montclar et député de la Drôme de 1820 à 1830, siégeant au centre et soutenant les gouvernements de la Restauration. Il meurt le 6 janvier 1851 à Crest.

## Sources
- « Esprit Nicolas de Labretonnière », dans Adolphe Robert et Gaston Cougny, Dictionnaire des parlementaires français, Edgar Bourloton, 1889-1891 [détail de l’édition]
- Justin Brun-Durand, Dictionnaire biographique et biblio-iconographique de la Drôme : contenant des notices sur toutes les personnes de ce département qui se sont fait remarquer par leurs actions ou leurs travaux, avec l'indication de leurs ouvrages et de leurs portraits, t. II : H à Z, Grenoble, Librairie dauphinoise, 1901, 490 pages, p. 38-39.